# Клан Костеллоу
Клан Костелло (ірл. – Clan Costello, Clan Mac Oisdealbhaigh, Clan Castellum) – клан Мак Ошделбайх, клан Костеллоу, клан Кастеллум - сучасний ірландський клан. Є версія, легенда, що клан виник від іспанського моряка, що врятувався з корабля, що розбився біля берегів Ірландії під час поразки «Непереможної армади» іспанського флоту в XVII столітті. Проте ніяких доказів цієї версії немає. 
Є інша версія – більш правдоподібна, яка говорить, що клан Костелло виник від лицаря Гостіло д’Ангуло – англо-номанського лицаря, що потрапив в Ірландію під час англо-норманського завоювання Ірландії ХІІ століття. Відомий його батько – Гілберт д’Ангуло та його брат – Джоселін д’Ангуло, що потрапили в Ірландію під час походу графа Пемброка – Річарда де Клер, що ввійшов в історію як граф Стронбоу. 
До походу в Ірландію, лицарі д’Ангуло жили в Пемброкширі. 
Клан Костелло чи д’Ангуло вперше згадується в ірландських історичних джерелах в 1193 році, в «Літописі Чотирьох Майстрів». Там говориться, що в цьому році острів Клохранн був розграбований синами Ошделба та синами Конхобара Маонмайге. Мак Ошделба – це ірландський варіант імені Гостіло. Пізніше ця назва перетворилася в назву Костелло.  

## Відомі люди клану Костелло
- Ешлі Костелло (ірл. - Ashley Costello) – вокаліст.
- Ентоні Костелло (ірл. - Anthony Costello) – професор, педіатр.
- Беррі Костелло (ірл. - Barry M. Costello) – американський адмірал.
- Біллі Костелло (ірл. - Billy Costello) – американський боксер.
- Ерол Костелло (ірл. - Carol Costello) – журналіст.
- Даніел Ре Костелло (ірл. - Daniel Rae Costello) – музика.
- Діоза Костелло (ірл. - Diosa Costello) – американська актриса (1913–2013).
- Доннаха Костелло (ірл. - Donnacha Costello) – ірландський музика.
- Дугі Костелло (ірл. - Dougie Costello) – ірландський спортсмен.
- Дубалтах Кех Мак Кошделбайх (ірл. - Dubhaltach Caoch Mac Coisdealbhaigh) – ірландський повстанець, борець за свободу Ірландії (пом. 1667 року).
- Френк Костелло (ірл. - Frank Costello) (1884 – 1914) – футболіст.
- Гелен Костелло (ірл. - Helene Costello) – американська актриса.
- Джеррі Костелло (ірл. - Jerry Costello) – американський політик.
- Джо Костелло (ірл. - Joe Costello) – ірландський політик.
- Джон А. Костелло (ірл. - John A. Costello) (1891 – 1976) – борець за свободу Ірландії.
- Джон Костелло (ірл. - John Costello) (1850 – ?) – американський військовий моряк, кавалер Ордену Честі.